# Zbyněk Hrdel
Zbyněk Hrdel (* 19. srpna 1985 Milevsko) je český hokejový útočník. Na počátku své kariéry hrál za Milevsko, Tábor a za Spartu. Následně před sezónou 2002/2003 odešel do zámoří, kde nastupoval za kluby Rimouski Oceanic (v QMJHL), Springfield Falcons (v AHL), Johnstown Chiefs (v ECHL), Norfolk Admirals (v AHL) a Mississippi Sea Wolves (v ECHL). V roce 2003 byl draftován v NHL v 9. kole týmem Tampa Bay Lightning. Před sezónou 2008/2009 se vrátil do pražské Sparty a dvě sezóny střídavě nastupoval za ni a za Berounské Medvědy. Před ročníkem 2010/2011 přestoupil do Mladé Boleslavi. Jen ve své první boleslavské sezóně hrál také za Chomutov a během sezóny 2012/2013 též za Berounské Medvědy. Po odchodu z ČR krátce působil v Maďarsku, Německu a Francii a nyní pracuje jako hokejový agent. Vítěz QMJHL s Rimouski Oceanic, bronz MSJ 2005 s U20, finalista prestižního turnaje Memorial Cupu v roce 2005, bronz v ELH se Spartou.